# The Gilded Age
The Gilded Age, ou L'Âge doré au Québec, est une série télévisée historique américaine développée par Julian Fellowes et diffusée depuis le 24 janvier 2022 sur HBO.
Au Québec, elle est diffusée à Super Écran et en clair sur Canal Vie à partir du 13 juillet 2023. En France, elle a été diffusée sur OCS et est désormais disponible sur la plate-forme Max.

## Synopsis
À la fin du XIXe siècle, à la suite du décès de son père, la jeune Marian Brook est contrainte de quitter la Pennsylvanie pour s'installer avec ses deux tantes : Agnes van Rhijn et Ada Brook, à Manhattan. 
Elle découvre la haute-société new-yorkaise, avec ses codes, son étiquette et ses rivalités. 
Le jour de son arrivée, la famille Russell emménage dans la maison d'en face, tentant elle aussi, de se trouver une place dans un univers où le "vieux New York" fait office d'aristocratie.

## Distribution

### Acteurs principaux
- Carrie Coon (VF : Noémie Orphelin) : Bertha Russell
- Morgan Spector (VF : Frédéric Popovic) : George Russell
- Louisa Jacobson (VF : Emmylou Homs) : Marian Brook
- Denée Benton (VF : Déborah Claude) : Peggy Scott
- Taissa Farmiga (VF : Clara Quilichini) : Gladys Russell
- Harry Richardson (VF : Gauthier Battoue) : Larry Russell
- Blake Ritson (VF : Pierre Tessier) : Oscar van Rhijn
- Simon Jones (VF : Frédéric Cerdal) : Bannister
- Jack Gilpin (en) (VF : Bernard Alane) : Church
- Cynthia Nixon (VF : Marie-Frédérique Habert) : Ada Brook
- Christine Baranski (VF : Danièle Douet) : Agnes van Rhijn
- Thomas Cocquerel (en) (VF : Jim Redler) : Tom Raikes (saison 1)
- Michael Cerveris (VF : Constantin Pappas) : Watson (saison 2, récurrent saison 1)
- Celia Keenan-Bolger (en) (VF : Pauline de Meurville) : Mme Bruce (depuis la saison 2, récurrente saison 1)
- Debra Monk (VF : Blanche Ravalec) : Armstrong (depuis la saison 2, récurrente saison 1)
- Donna Murphy (VF : Frédérique Tirmont) : Caroline Schermerhorn Astor (saison 2, récurrente saison 1)
- Kristine Nielsen (en) (VF : Sylvie Genty (saison 1) puis Marie-Madeleine Burguet-Le Doze (depuis la saison 2)) : Mme Bauer (depuis la saison 2, récurrente saison 1)
- Kelli O'Hara (VF : Rafaèle Moutier) : Aurora Fane (depuis la saison 2, récurrente saison 1)
- Patrick Page (VF : Éric Herson-Macarel (saison 1) puis Serge Biavan (saison 2)) : Richard Clay (depuis la saison 2, récurrent saison 1)
- Taylor Richardson (VF : Émilie Rault) : Bridget (depuis la saison 2, récurrente saison 1)
- Douglas Sills (en) (VF : Frédéric Souterelle) : M. Baudin (depuis la saison 2, récurrent saison 1)
- John Douglas Thompson (en) (VF : Rody Benghezala) : Arthur Scott (depuis la saison 2, récurrent saison 1)
- Erin Wilhelmi (en) (VF : Alice Orsat) : Adelheid Weber (depuis la saison 2, récurrente saison 1)
- Kelley Curran (VF : Pamela Ravassard) : Mme Enid Winterton (saison 2, récurrente saison 1)
- Sullivan Jones (VF : Eilias Changuel) : T. Thomas Fortune (saison 2, récurrent saison 1)

### Acteurs récurrents
- Audra McDonald (VF : Daria Levannier) : Dorothy Scoott
- Nathan Lane (VF : Michel Papineschi) : Ward McAllister (en)
- Ashlie Atkinson (en) (VF : Laurence Mongeaud) : Mamie Fish (en)
- Ward Horton (VF : Marc Arnaud) : Charles Fane
- Claybourne Elder (en) (VF : Guillaume Bourboulon) : John Adams

#### Saison 1
- Jeanne Tripplehorn (VF : Juliette Degenne) : Sylvia Chamberlain
- Ben Ahlers (en) (VF : Clément Moreau) : Jack Treacher
- Katie Finneran (VF : Nathalie Homs) : Anne Morris
- John Sanders (VF : Xavier Fagnon) : Stanford White
- Linda Emond (VF : Josiane Pinson) : Clara Barton
- Zuzanna Szadkowski (VF : Laurence Mongeaud) : Mabel Ainsley
- Amy Forsyth (VF : Marie Tirmont) : Carrie Astor Wilson (en) (invitée saison 2)

#### Saison 2
- Robert Sean Leonard (VF : Jean-Philippe Puymartin) : Luke Forte
- Jeremy Shamos (VF : Lionel Tua) : M. Gilbert
- Laura Benanti (VF : Victoria Grosbois) : Susan Blane
- Ben Lamb (VF : Xavier Fagnon) : le duc de Buckingham
- Nicole Brydon Bloom (en) (VF : Kelly Marot) : Maud Beaton
- David Furr (en) (VF : Bruno Choël) : Dashiell Montgomery
- Matilda Lawler (en) (VF : Valérie Bescht) : Frances Montgomery
- Dakin Matthews (VF : Philippe Ariotti) : Joshua Winterton

### Invités
- Bill Irwin : Cornelius Eckhard
- Michel Gill (VF : Vincent Violette) : Patrick Morris
- Tom Blyth : Archie Baldwin
- Jordan Waller (en) : Oscar Wilde
- Amber Gray (en) : Gloria Valentine
- Melanie Nicholls-King (en) (VF : Virginie Emane) : Sarah J. Garnet (en)

 Source et légende : version française (VF) sur RS Doublage et DSD-Doublage.

## Production
Le 14 février 2022, la série est renouvelée pour une deuxième saison. Thomas Cocquerel quitte la série alors que treize rôles sont promus à la distribution principale.
Le 21 décembre 2023, HBO a renouvelé la série pour une troisième saison.

## Épisodes

### Première saison (2022)
1. La Loi du vieux New York (Never the New)
2. Petite Vengeance (Money Isn't Everyting)
3. Assumer les conséquences (Face the Music)
4. La Fortune sourit aux audacieux (A Long Ladder)
5. La Charité a deux fonctions (Charity Has Two Functions)
6. Des têtes sont tombées pour moins que ça (Heads Have Rolled for Less)
7. Changements irrésistibles (Irresistible Change)
8. Villégiature à Newport (Tucked Up in Newport)
9. Que la fête commence (Let the Tournament Begin)

### Deuxième saison (2023)
Elle a été diffusée à partir du 29 octobre 2023.
1. La Guerre des loges (You Don't Even Like Opera)
2. Manigances (Some Sort of Trick)
3. Tête à tête (Head to Head)
4. Sa grâce le duc (His Grace the Duke)
5. Rapprochements (Close Enough to Touch)
6. Tirs de semonce (Warning Shots)
7. Une merveille chasse l'autre (Wonders Never Cease)
8. Pour ce qui est de gagner ou de perdre (In Terms of Winning and Losing)

### Troisième saison (2025)
Elle est prévue pour le 22 juin 2025.
1. Qui commande, ici?
2. Ce que disent les journaux
3. L’amour n’est jamais facile
4. Le mariage est un pari
5. Un tout autre monde
6. On ne saurait faire une omelette…
7. Excommunié
8. Ma décision est prise